# 29. ceremonia wręczenia Europejskich Nagród Filmowych

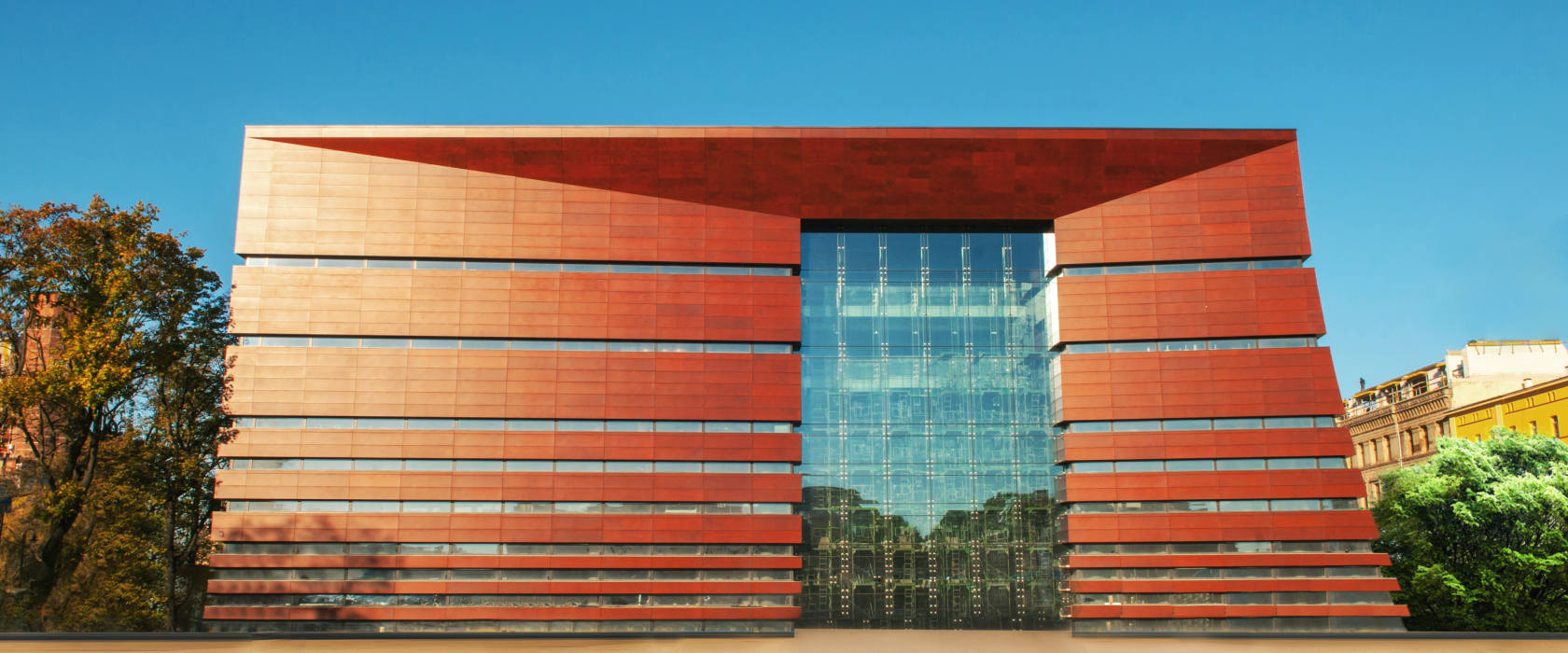
Front Narodowego Forum Muzyki, miejsca wręczenia nagród tegorocznej edycji

29. ceremonia wręczenia Europejskich Nagród Filmowych odbyła się 10 grudnia 2016 roku we Wrocławiu. Miasto Wrocław jest Europejską Stolicą Kultury roku 2016.
Nominacje do nagród zostały ogłoszone 6 listopada, podczas 13. Europejskiego Festiwalu Filmowego w Sewilli.
Tegoroczną galę samodzielnie poprowadził polski aktor Maciej Stuhr, który w 2006 roku, wraz z francuską aktorką Sophie Marceau poprowadził 19. ceremonię wręczenia Europejskich Nagród Filmowych w Warszawie. Stuhr również sześciokrotnie prowadził gale wręczenia Polskich Nagród Filmowych.
Ceremonia wręczenia nagród transmitowana była na terenie Polski przez stację TVN.

## Laureaci i nominowani
Laureaci nagród wyróżnieni są wytłuszczeniem

### Najlepszy Europejski Film
- / Toni Erdmann, reż. Maren Ade
  - // Elle, reż. Paul Verhoeven
  - // Ja, Daniel Blake, reż. Ken Loach
  -  Julieta, reż. Pedro Almodóvar
  - / Pokój, reż. Lenny Abrahamson

### Najlepszy Europejski Film Komediowy
- Mężczyzna imieniem Ove, reż. Hannes Holm
  -  On wrócił, reż. David Wnendt
  -  Ukochana krowa, reż. Mohamed Hamidi

### Najlepszy Europejski Reżyser
- Maren Ade – Toni Erdmann
  -  Pedro Almodóvar – Julieta
  -  Ken Loach – Ja, Daniel Blake
  -  Cristian Mungiu – Egzamin
  -  Paul Verhoeven – Elle

### Najlepsza Europejska Aktorka
- Sandra Hüller – Toni Erdmann
  -  Valeria Bruni Tedeschi – Zwariować ze szczęścia
  -  Trine Dyrholm – Komuna
  -  Isabelle Huppert – Elle
  -  Emma Suárez – Julieta
  -  Adriana Ugarte – Julieta

### Najlepszy Europejski Aktor
- Peter Simonischek – Toni Erdmann
  -  Javier Cámara – Truman
  -  Hugh Grant – Boska Florence
  -  Dave Johns – Ja, Daniel Blake
  -  Burghart Klaußner – Fritz Bauer kontra państwo
  -  Rolf Lassgård – Mężczyzna imieniem Ove

### Najlepszy Europejski Scenarzysta
- Maren Ade – Toni Erdmann
  -  Emma Donoghue – Pokój
  -  Paul Laverty – Ja, Daniel Blake
  -  Cristian Mungiu – Egzamin
  -  Tomasz Wasilewski – Zjednoczone stany miłości

### Najlepszy Europejski Operator
(Nagroda imienia Carlo Di Palma)
- Camilla Hjelm Knudsen − Pole minowe

### Najlepszy Europejski Kompozytor
- Ilya Demutsky − Uczeń

### Najlepszy Europejski Scenograf
- Alice Normington − Sufrażystka

### Najlepszy Europejski Kostiumolog
- Stefanie Bieker − Pole minowe

### Najlepszy Europejski Montażysta
- Anne Østerud i Janus Billeskov Jansen − Komuna

### Najlepszy Europejski Dźwiękowiec
- Radosław Ochnio − 11 minut

### Najlepszy Europejski Charakteryzator
- Barbara Kreuzer − Pole minowe

### Najlepszy Europejski Film Animowany
- / Nazywam się Cukinia, reż. Claude Barras
  -  Psychonauci, zapomniane dzieci, reż. Alberto Vázquez i Pedro Rivero
  - / Czerwony żółw, reż. Michaël Dudok de Wit

### Najlepszy Europejski Film Dokumentalny − Prix ARTE
- / Fuocoammare. Ogień na morzu – Gianfranco Rosi
  -  21 x Nowy Jork – Piotr Stasik
  - /// Sprawa rodzinna – Tom Fassaert
  - /// Mr. Gaga – Tomer Heymann
  -  S Is for Stanley – Alex Infascelli
  - //// Kraina oświeconych – Pieter-Jan De Pue

### Najlepszy Europejski Film Krótkometrażowy – Prix UIPu
- Prix UIP Bristol: / 9 dni z mojego okna w Aleppo – Thomas Vroege, Floor van der Meulen i Issa Touma
  - Prix UIP Ghent:  The Wall – Samuel Lampaert
  - Prix UIP Uppsala:  Edmond – Nina Gantz
  - Prix UIP Valladolid: / The Goodbye – Clara Roquet
  - Prix UIP Cork:  90 Degrees North – Detsky Graffam
  - Prix UIP Rotterdam:  We All Love the Seashore – Keina Espiñeira
  - Prix UIP Clermont-Ferrand:  In the Distance – Florian Grolig
  - Prix UIP Berlin: /// A Man Returned – Mahdi Fleifel
  - Prix UIP Tampere:  Small Talk – Even Hafnor i Lisa Brooke Hansen
  - Prix UIP Kraków: // Nie jestem stąd – Maite Alberdi i Giedrė Žickytė
  - Prix UIP Vila do Conde: // Home – Daniel Mulloy
  - Prix UIP Locarno:  The Fullness of Time (Romance) – Manon Coubia
  - Prix UIP Sarajewo: / Limbo – Konstantina Kotzamani
  - Prix UIP Drama: / Shooting Star – Lyubo Yonchev
  - Prix UIP Wenecja: / Amalimbo – Juan Pablo Libossart

### Europejskie Odkrycie Roku
- // Olli Mäki. Najszczęśliwszy dzień jego życia – Juho Kuosmanen
  - // Psy – Bogdan Mirica
  -  Liebmann – Jules Herrmann
  -  Pustynna burza – Elite Zexer
  -  Pragnienie – Svetla Tsotsorkova

### Europejska Nagroda Uniwersytecka
Ogłoszenie nominacji do kategorii miało miejsce 5 października 2016 roku, podczas MFF w Hamburgu. Filmy zostały wyselekcjonowane przez: Feo Aladag (reżyserka/Niemcy), Dagmar Brunow (akademista, Uniwersytet Linnaeus/Szwecja), Luis Martinez Lopez (dziennikarz El Mundo/Hiszpania), Myrosław Słaboszpycki (reżyser/Ukraina) oraz Patrick Sobelman (producent/Francja). Pięć wybranych filmów było prezentowanych w klasach akademickich, następnie trwała wśród studentów dyskusja na ich temat. Spośród piątki wybierano najlepszy. Udział w przedsięwzięciu wzięło trzynaście uniwersytetów z trzynastu europejskich krajów:
- - Czechy: Uniwersytet Karola
  - Francja: Université de Paris III, Paryż
  - Niemcy: Uniwersytet w Rostocku
  - Grecja: Uniwersytet Egejski/wyspa Lesbos
  - Węgry: Katolicki Uniwersytet Pétera Pázmánya/Budapeszt
  - Irlandia: University College Cork
  - Włochy: Uniwersytet Udine
  - Holandia: Uniwersytet w Utrechcie
  - Polska: Uniwersytet Łódzki
  - Portugalia: Uniwersytet Lizboński
  - Szwecja: Uniwersytet Linneusza
  - Turcja: Uniwersytet Kadir Has, Stambuł
  - Wielka Brytania: John Moores University/Liverpool

Nagrodę przyznano po raz pierwszy w historii
- / Ken Loach − Ja, Daniel Blake
  - // Cristian Mungiu − Egzamin
  - // Juho Kuosmanen − Olli Mäki. Najszczęśliwszy dzień jego życia
  - / Gianfranco Rosi − Fuocoammare. Ogień na morzu
  - / Maren Ade − Toni Erdmann

### Nagroda Publiczności (People’s Choice Award)
- Body/Ciało, reż. Małgorzata Szumowska
  - / Mężczyzna imieniem Ove, reż. Hannes Holm
  -  Wojna, reż. Tobias Lindholm
  - // Aferim!, reż. Radu Jude
  - / Fuocoammare. Ogień na morzu, reż. Gianfranco Rosi
  -  Julieta, reż. Pedro Almodóvar
  - // Mustang, reż. Deniz Gamze Ergüven
  -  Spectre, reż. Sam Mendes
  - // Zupełnie Nowy Testament, reż. Jaco Van Dormael
  -  Dziewczyna z portretu, reż. Tom Hooper
  - // Słońce w zenicie, reż. Dalibor Matanić
  - //// Lobster, reż. Jorgos Lantimos

### Nagroda Młodej Publiczności
- Miss Impossible, reż. Emilie Deleuze
  - / Nastolatki, reż. Alexandra-Therese Keining
  -  Rauf, reż. Soner Caner i Barış Kaya

### Europejska Nagroda Filmowa za Całokształt Twórczości
- Jean-Claude Carrière

### Nagroda Przewodniczącego i Rady Europejskiej Akademii Filmowej
- Andrzej Wajda

### Nagroda za Osiągnięcia w Światowej Kinematografii – Prix Screen International
- Pierce Brosnan[3]

### Nagroda dla koproducentów – Prix EUROIMAGE
- Leontine Petit